# Землетрус в Ерзінджані (1939)
Землетрус в Ерзінджані — сильний землетрус магнітудою 7,8 Mw і максимальною інтенсивністю (XII) за шкалою Меркаллі, що стався 27 грудня 1939 о 1:57 за місцевим часом. Один з найсильніших землетрусів в історії Туреччини, а також один з найсильніших у черзі сильних землетрусів, що торкнулися Туреччини вздовж Північно-Анатолійського розлому в період з 1939 року. Зрушення з горизонтальним зсувом до 3,7 метра відбулося в районі Північно-Анатолійського розлому протяжністю 360 км. Найбільш смертоносний землетрус XX століття в Туреччині: загинуло 32 968 осіб, ще близько 100 000 було поранено. Викликало цунамі.

## Передісторія
Північно-анатолійський розлом у Малій Азії є великим кордоном трансформного розлому, де Євразійська плита межує з меншою Анатолійською плитою. Протяжність розлому становить 1600 км, він тягнеться від Східної Туреччини до Мармурового моря. Землетруси у районі розлому відбуваються дуже часто. Ерзінджан був зруйнований землетрусами щонайменше 11 разів з 1000 року. У період з 1942 по 1967 рік уздовж розлому сталося шість великих землетрусів, три з яких були магнітудою понад 7 Mw.

## Землетрус
Епіцентр землетрусу був поблизу Ерзінджана. Поштовхи тривали 52 секунди. Землетрус призвів до виникнення цунамі заввишки 1–3 м, яке впало на узбережжя Чорного моря.

## Збитки, загиблі та поранені
Землетрус серйозно пошкодив близько 116 720 будівель.
Спочатку кількість загиблих становила близько 8000 людей. Наступного дня, 27 грудня, надійшло повідомлення, що вона зросла до 20 000 осіб. Протягом того дня температура впала до -30 °C. Почалася екстрена рятувальна операція. До 5 січня кількість загиблих збільшилася майже до 33 000 людей, люди також гинули через низькі температури, снігові бурі та повені.

## Наслідки
Повне руйнування внаслідок землетрусу спонукало Туреччину прийняти правила будівництва будівель, за яких їм не буде завдано таких ушкоджень. Збитки, завдані місту Ерзінджан, були настільки великі, що його старе місце було повністю занедбане, а трохи північніше було засноване нове поселення.

## У культурі
Турецький поет Назим Хікмет описав землетрус у вірші «Похмура звістка» (тур. Kara haber).